# 甲烷先生
甲烷先生（英語：Mr. Methane，1966年3月30日—），本名：保羅·奧德菲爾德（Paul Oldfield），是英國一個放屁師，自1991年開始職業演出。2006年曾短暫退役，2007年中重演。他自喻為世界上唯一從事這行業的人。他曾在2009年參與《英国达人》的試鏡，其表演逗得主持人皮爾斯·摩根和阿曼達·荷頓都捧腹大笑。第三位西蒙·高維爾則形容他為「一個令人嘔心的生物」（a disgusting creature）。

## 外部連結
- 官方网站
- Mr Methane在互联网电影资料库（IMDb）上的資料（英文）